# Biotechnologický ústav Akademie věd České republiky
Biotechnologický ústav AV ČR, v. v. i. (BTÚ AV ČR) je česká veřejná výzkumná instituce, jeden z ústavů Akademie věd České republiky. Sídlí ve Vestci v okrese Praha-západ a zabývá se molekulárními biologickými technologiemi, konkrétně výzkumem v oblastech přípravy transgenních produkčních buněčných linií, zvířat a rostlin, molekulárních základů závažných zánětlivých, nádorových a infekčních onemocnění, biochemie a buněčné biologie reprodukce, biologie působení látek na buněčné funkce, biochemie proteinových interakcí, genetického, buněčného a proteinového inženýrství a buněčné imunologie. Založen byl v roce 2008.
BTÚ se člení na 12 výzkumných skupin:
- Laboratoř reprodukční biologie
- Laboratoř inženýrství vazebných proteinů
- Laboratoř molekulární terapie
- Laboratoř strukturních proteinů
- Laboratoř strukturní bioinformatiky proteinů
- Laboratoř genové exprese
- Laboratoř buněčného metabolismu
- Laboratoř molekulární patogenetiky
- Laboratoř strukturní biologie
- Laboratoř biomolekulárního rozpoznávání
- Laboratoř nádorové rezistence
- Laboratoř struktury a funkce biomolekul